# Крунска кула
Крунската кула (на гръцки: Πύργος Κρούνας) е средновековно отбранително съоръжение, разположено на полуостров Света гора.

## Местоположение
Кулата е разположена на 1 километър северозападно от град Йерисос, Халкидики, Гърция, на потока Калайдзис Лакос.

## Име
Името идва от сръбското круна, „корона“.

## История
Кулата е остатък от византийско отбранително съоръжение, защитаващо метоха Корона (Κορούνα, Κορώνα) на сръбския Хилендарски манастир. От византийски източници и от османските данъчни списъци научаваме, че имуществото на запаса е включвало къща, хамбар, лозя, зеленчукови градини, конюшни, преса за вино, гумно, малка маслинова горичка и мелница. Първото споменаване на сръбския „метох на Корони“ е от 1320 годинd, по времето на император Андроник II Палеолог, когато манастирът купува 68 модия земя в района на Йерисос и кула в Хрусия. Площта на метоха тогава достига общо 400 модия.
Кулата според архивите на Хилендарския манастир е изградена по времето на сръбския владетел Стефан II Милутин (1253 - 1321). През 1423 годин районът преминава в ръцете на османците, но това не се отразява на собствеността на метоха. В ранните години на османската власт и особено след 1481 година, когато за първи път в османски документи е споменат, до 1542 година метохът Корона е в зависимост от Хилендар. В 1569 година по икономически причини манастирът е принуден да го продаде заедно с кулата на свещеника на Сидирокапса Владимир, който от своя страна ги препродава на своя сънародник Андреа, син на Деан. В 1573 година го откупува отново, като покупката включва кулата, една къща, плевня и конюшни. След това метохът е продаден на братята Мехмет и Мустафа Челеби, които от своя страна го продават на еврейския жител на Сидирокапса, Йосиф, син на Авраам. Метохът не фигурира в отчетните регистри на манастира от 1598 и 1607 година. В 1719 година хилендарските монаси отново купуват метоха и държат кошарата, ливада и лозе и воденица. Една година по-късно, през 1720 година, нанесените щети на кулата и други сгради на комплекса карат монасите да поискат разрешение за ремонт. В 1765 година метохът е изброен като повредена хилендарска собственост. На следващата година е извършен ремонт, а по време на Халкидическото въстание в 1821 година кулата е опожарена, както и съседните кули, от Мехмет Емин паша и оттогава не е използвана повече.
През XIX век метохът Корона продължава да бъде част от активите на Хилендар в Йерисос.
В 1981 година кулата е обявена за защитен паметник на културата.
В края на 90-те години дървените подове, стълбищата са реконструирани и е монтиран скрит вътрешен покрив, за да се използва като изложбено пространство.

## Описание
Кулата има квадратно сечение с дължина на страната около 7 m. Запазената височина е 12 m, като липсва поне още един етаж, за което свидетелстват снимки от началото на ΧΧ век.
Строителният материал на кулата, подобно на другите кули в района, идва главно от сградите на древния Акант и древния Уранополи.
Кулата е била защитена от укрепено заграждение, в което са били също складовете, конюшните, винарната. Запазени са части от северната и източната страна на стената с обща дължина около 40 m и височина 2,5 m. Останалите секции изглежда са били използвани за строежа на по-нови сгради.